# Alma Erdmann
Alma Erdmann (* 21. Juli 1872 in Herzberg am Harz; † 21. September 1955 in Hannover) war eine deutsche Künstlerin. Sie spezialisierte sich auf Bildnismalerei und Illustrationen.

## Leben
Ihr Studium absolvierte Alma Erdmann bei Caspar Ritter in Karlsruhe, danach in Düsseldorf bei Hugo Crola und Claus Meyer. Als Lehrer wird bisweilen fälschlicherweise auch Carl Kaspar genannt, der aber weder in Karlsruhe noch in Düsseldorf unterrichtete. Frauen waren weder in Karlsruhe noch in Düsseldorf zum Studium an den Kunstakademien zugelassen, aber einige Akademie-Professoren erteilten Privatunterricht oder nahmen Schülerinnen in ihren privaten Damenklassen auf.
Seit 1894 stellte sie mehrfach in den Jahresausstellungen des Kunstvereins Hannover aus, unter anderem 1897 ein (verschollenes) Selbstporträt. Einer ihrer größten Erfolge war die Beteiligung an  der Berliner Akademieausstellung 1901. Das hierfür von ihr angefertigte und eines ihrer bekanntesten Ölgemälde Schwarzwälderin wurde noch 1901 von der Nationalgalerie Berlin angekauft. Von diesem Ölgemälde fertigte sie noch weitere Fassungen des gleichen Modells in Gutacher Tracht an, sodass insgesamt drei Versionen des Motivs bestehen.
Sie war Mitglied im Karlsruher Künstlerbund und in der Allgemeinen Deutschen Kunstgenossenschaft.

## Werk

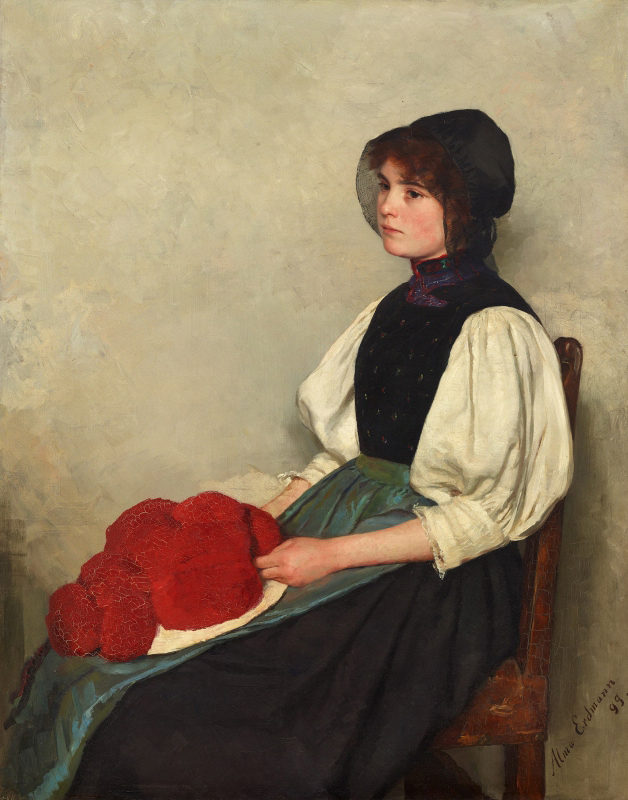
Schwarzwälderin, 1899, Nationalgalerie (Berlin)

### Stil
Vor allem für ihre Arbeiten mit Ölfarbe auf Leinwand ist Alma Erdmann bekannt. Folkloristische Porträts dominieren ihr schmales Œuvre.
In traditioneller Volkstracht des Schwarzwaldes bekleidete Damen stellt ein von ihr mehrfach gewähltes Motiv dar. Die meisten Szenen spielen sich in Bauernstuben ab.

### Einflüsse
Sowohl Einflüsse der niederländischen Malerei des 16. und 17. Jahrhunderts, der Düsseldorfer Malerschule als auch des Leibl-Kreises zeigten sind in ihren Werken.
Ihre Bilder zeichnen sich durch kontemplative Züge und Detailrealismus aus.

## Rezeption

### Zeitgeschichtlich
In der Wochenschrift von 1901 wird über sie geschrieben, dass man sich ihren Namen merken müsse, da sie ein großes Talent sei. Ihr Ölgemälde Schwarzwälderin sei in Farbe wie auch in der übrigen Gestaltung durchaus gelungen, der Auftrag sei frei und kräftig.
Schon ihre in der Entstehungszeit gemalten Bilder wurden häufig reproduziert, was zu ihrer großen Popularität beigetragen hat.

### Aktuell
2011 erzielte eines ihrer bekanntesten Ölgemälde Der Brief bei einer Auktion des Wiener Auktionshauses Dorotheum 19.305 €.
Ein Hauptwerk (Schwarzwälderin) befindet sich im Besitz der Nationalgalerie Berlin.
Aus der Sammlung Faber wurde eine spätere Darstellung desselben Modells mit der gleichen Tracht wie auf dem Ölgemälde Schwarzwälderin 1995 in München bei Karl & Faber versteigert.
Ihre Werke wurden u. a. in der Großen Berliner Kunstausstellung und in der Städtischen Galerie Karlsruhe ausgestellt.

## Werke (Auswahl)
- Schwarzwälderin – 1899
- Der Brief – um 1900
- Bei der Wahrsagerin – 1900